# Прапор Амурської області
Прапор Амурської області — символ Амурської області. Прийнято 26 квітня 1999 року.

## Опис
Прапор Амурської області являє собою прямокутне полотнище з відношенням ширини до його довжини — 2:3. Нижня частина прапора (1/3 його ширини) має синій колір і відділена від верхньої частини срібним хвилеподібним поясом, що нагадують річкову хвилю. Ширина пояса становить 1/15 ширини прапора. Верхня частина полотнища має червоний колір, що символізує багату історію Приамур'я, трудові й ратні подвиги амурчан.